# Giancarlo Dametto
Giancarlo Dametto (Turim, 6 de janeiro de 1959) é um ex-jogador de voleibol da Itália que competiu nos Jogos Olímpicos de 1980 e 1984.
Em 1980, ele participou de todos os cinco jogos e o time italiano finalizou na nona colocação na competição olímpica. Quatro anos depois, ele fez parte da equipe italiana que conquistou a medalha de bronze no torneio olímpico de 1984, no qual atuou em seis partidas.